# Jerusalén (ópera)
Jerusalén (título original en francés, Jérusalem; en italiano, Gerusalemme) es un grand opéra en cuatro actos con música de Giuseppe Verdi y libreto en francés de Alphonse Royer y Gustave Vaéz. Se estrenó en la Ópera Le Peletier (Sala de la calle Le Peletier) el 26 de noviembre de 1847. Y, después, el 26 de diciembre de 1850 se estrenó en el teatro alla Scala de Milán, traducida al italiano y sin ballet, con el nombre de Gerusalemme.

## Historia
Fue la primera colaboración de Verdi para un teatro no italiano y se basó en I Lombardi alla prima crociata, ópera estrenada en la La Scala el 11 de febrero de 1843. Lo hizo por un motivo puramente económico: París requería su presencia, Verdi decidió estrenarse en «la grande boutique» con una grand opéra, entonces en boga en Francia. Su editor, Ricordi hizo la adquisición como si se tratara de una obra nueva.
Pero se realizó una versión al gusto francés, con nuevo texto, nueva música, variaciones en el argumento y el consiguiente ballet, exigencia imprescindible para los franceses tal y como entendían la ópera. 
Caso único en la historia de las reelaboraciones de la obra verdiana, la primera versión (I Lombardi), permaneció en el repertorio e impide la difusión de la segunda.

## Argumento
La trama es completamente diferente de la de los Lombardi. Se trata de un drama histórico situado en Toulouse en 1095, después del Concilio de Clermont, luego en Palestina, cuatro años más tarde.
Jerusalem (adaptación de la obra Los Lombardos de G. Verdi)
Se desarrolla en cuatro actos. El primero tiene lugar en la ciudad francesa de Toulouse en el año 1095, poco después del Concilio de Clermont. Los otros tres actos se ubican en Palestina, en el año 1099.
Acto I (Palacio del Conde de Toulouse)
A punto de partir en las Cruzadas, el Conde de Toulouse concede a su hija Helena en matrimonio a Gastón, vizconde de Bear, con cuya familia él ha estado largo tiempo enemistado. Roger, hermano del Conde, ama a Helena, y para terminar con los celos que le provoca Gastón, decide darle muerte contratando a un asesino a sueldo. Por una confusión en las vestiduras, el mercenario se equivoca y hiere gravemente al Conde en vez de a Gastón. El malhechor es perseguido y capturado. Pero en su confesión acusa a Gastón del crimen al garantizarle Roger su seguridad. Los caballeros cruzados recriminan duramente a Gastón por tan vil acción pero frenan su decisión de castigarlo por la inminente partida a Tierra Santa. Todos se van hacia los lugares sagrados y el malvado Roger queda con sus remordimientos.
Acto II- Escena primera
(Montañas de Ramla, cerca de Jerusalén, en Palestina): Roger es ahora un ermitaño y está arrodillado a los píes de una cruz. Durante tres años ha errado por el desierto buscando expiar su culpa y pidiendo el perdón del cielo. Ha prometido a Dios morir cuando haya capturado el Santo Sepulcro de manos de los musulmanes. Gastón también va de camino a Palestina. Helena, que lo cree muerto, recibe noticias cerca del campamento de los Cruzados de que Gastón ha sido apresado por el Emir de Ramla. Con la certeza de su inocencia, Helena decide verlo. Peregrinos a punto de morir de sed en el desierto son salvados por la llegada de los Cruzados. Roger va a su encuentro y queda estupefacto al ver con vida a su hermano, el Conde de Toulouse, quien no murió y se recuperó de sus graves heridas, pero este no le reconoce.
Acto II- Escena segunda. 
(Palacio del Emir de Ramla.): El Emir ha sido informado que una mujer cristiana con ropajes orientales ha sido vista en la ciudad. Se trata de Helena, que es llevada ante el Emir. Este, con la sospecha que ella se conoce con Gastón, los deja solos esperando que uno traicione al otro. El encuentro es motivo de éxtasis, solo oscurecido por el pensamiento de Gastón de que en algún momento recibirá el castigo de los Cruzados. Cuando el ambiente se alborota por la llegada de estos, Gastón y Helena deciden escapar, pero son detenidos por los soldados del Emir.
Acto III- Escena Primera
(Jardines del Harem del Emir): Las mujeres del harem cantan y bailan (Es este el momento de un extenso pasaje de ballet). Helena está desesperada. Es objeto de burla por parte de las otras mujeres. La situación cambia bruscamente cuando llega el Emir. Ordena que se de muerte a Helena si los cristianos, que ya han comenzado el ataque, triunfan en su intento de tomar la ciudad. Gastón trata de unirse a Helena, pero son descubiertos por el Conde y los cruzados cuando irrumpen en el harem. El conde se enfurece al ver a su hija con su supuesto asesino. Los Cruzados piden la muerte de Gastón, a la vez que Helena asegura su inocencia.
Acto III- Escena Segunda. (Una plaza en Ramla): Una solemne procesión fúnebre lleva a Gastón al centro de la plaza. Un enviado Papal anuncia que al día siguiente Gastón será ejecutado, pero primero será deshonrado. Y así, a la vez que un heraldo declara su vergüenza, otro se encarga de destruir su casco, su armadura y su espada. Sufriendo más con la pérdida de su honor que con el pensamiento de su próxima muerte, Gastón continúa sus protestas, señalando que es inocente del crimen del que se le acusa.
Acto IV- Escena Primera
(Campamento de los Cruzados, en el Valle de Josafat, cerca de Jerusalén): Los Cruzados rezan antes de la batalla pidiendo el amparo divino. Roger aparece y confía en que encontrará la muerte en el asalto a la Ciudad Santa. Al ser venerado por los Cruzados como un hombre santo, le piden que de consuelo a Gastón antes de ejecutarlo. Cuando es traído Gastón, Roger pide quedarse a solas con él. Se les une Helena, que protesta por la crueldad de Dios. Roger le asegura que la inocencia de Gastón triunfará y da a éste una espada para tomar parte en la batalla que ya se acerca.
Acto IV- Escena Segunda
(Tienda del Conde de Toulouse en el campamento de los Cruzados): La batalla ha sido ganada y los Cruzados toman el control de Jerusalén. Entre los caballeros que han liderado el asalto hay un desconocido que aún lleva su cabeza cubierta por un casco. El Conde quiere saber su identidad. El caballero descubre su cabeza y con sorpresa se reconoce a Gastón, quien no tarda en pedir el castigo que le espera. Pero aparece Roger, mortalmente herido, confesándose como el verdadero culpable, pidiendo perdón por su crimen, y proclamando la absoluta inocencia de Gastón. En sus últimos minutos de vida, Roger pide ver la ciudad conquistada. Se abre un extremo de la tienda y Roger muere en paz observando Jerusalén y escuchando un himno a la victoria de los Cruzados.